# Португалско-турски войни
Португалско-турските войни се свързват със серия от конфликти между Португалската империя и Османската, или между други европейски сили и Османската империя, в които битки са участвали португалски войски. Някои от тези конфликти са краткотрайни, докато други траят дълги години. Повечето от тези войни се провеждат в Индийския океан, в процеса на експанзия на Португалската империя.
Това са следните войни:
- Португалско-турска война (1509)
- Война за Тунис (1535)
- Португалско-турска война (1538–1557)
- Португалско-турска война (1558–1566)
- Португалско-турска война (1580–1589)
- Венецианско-турска война (1714-1718)